# Reginald Warneford
Reginald Alexander John Warneford, né le 15 octobre 1891 à Darjeeling et mort le 17 juin 1915 à Buc, est un aviateur du Royal Naval Air Service connu pour être le premier aviateur ayant abattu un Zeppelin.

## Biographie
Alors qu'il était au Canada attendant son retour vers son Inde natale, il s'engage alors que la Première Guerre mondiale éclatait et est versé dans la R.N.A.S.
Il est dans la 1re Wing basée à Furnes il combat rapidement les forces allemandes, troupes mais aussi Zeppelins. Le 17 mai 1915 il tenta d'abattre le LZ39 qui s'en revenait d'un raid sur l'Angleterre, déchargea ses mitrailleuses sans réussir à le détruire.
Warneford, le 7 juin 1915, après avoir suivi le LZ37 depuis Ostende et déchargé les mitrailleuses de son Morane-Saulnier sans effet visible, lâcha ses bombes de 9 kg quand il était au-dessus de Gand et celui-ci s'enflamma. Cette action stoppa le moteur de son avion et le força à atterrir dans les lignes ennemies; 35 minutes de réparations lui permirent de rejoindre sa base en redécollant. Cette action d'éclat lui valut la Victoria Cross.
Il reçut, des mains de Joffre la Légion d'honneur sur l'aérodrome de Buc le 17 juin 1915. Après la cérémonie, il décolla avec Henry Beach Newman, journaliste américain, et s'étant élevé de 60 m, l'aile droite de son avion se brisa en éjectant ses passagers. L'accident tua sur le coup M. Newmann mais Reginald Warneford blessé fut transporté à l'hôpital, il devait décéder dans l'ambulance.